# Max Willenz
Max Willenz (* 22. September 1888 in Wien, Österreich-Ungarn; † 8. November 1954 in Los Angeles, Vereinigte Staaten) war ein österreichischer Schauspieler.

## Leben und Wirken

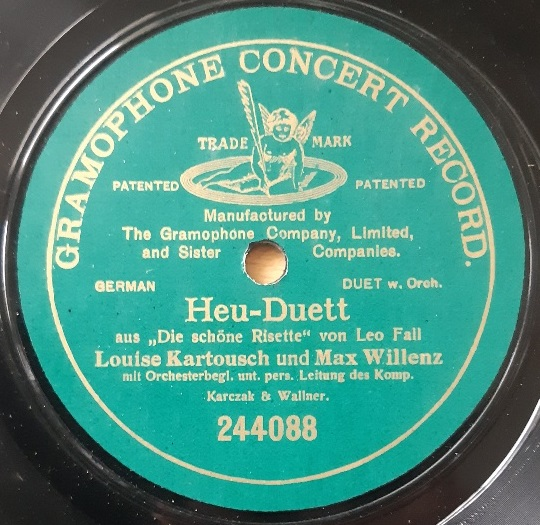
Schallplatte von Max Willenz (Wien 1910)

Max Willenz debütierte 1907 als Chormitglied des Wiener Carl-Theaters. 1908 ging er ans Lustspielhaus nach München, in der Spielzeit 1910/11 ans Königliche Stadttheater von Amsterdam. Seit dieser Zeit wirkte Max Willenz sowohl an Wiener Bühnen wie dem Raimund-Theater als auch an Berliner Spielstätten wie dem Theater am Nollendorfplatz, wo er mit kleinen Rollen in klassischen wie in modernen Stücken mitwirkte. Am 19. November 1910 wirkte er bei der Uraufführung der Operette „Die schöne Risette“ von Leo Fall im Theater an der Wien mit.
Im Film trat Willenz nach Ende des Ersten Weltkriegs zunächst nur sporadisch auf. Dies änderte sich erst mit seiner Flucht in die USA im April 1938, einer Einladung Max Reinhardts folgend. Zunächst aber spielte Willenz in New York Theater und trat im Dezember desselben Jahres als Rudolph in Reinhardts Broadway-Inszenierung The Merchant of Yonkers (nach einer Vorlage von Thornton Wilder) auf. Kleinere Verpflichtungen wie etwa als Conférencier folgten.
Seit 1941 fand Max Willenz in Hollywood Beschäftigung und erhielt wie so viele andere Emigranten aus Deutschland und Österreich Klein- bis Kleinstrollen in Kriegsproduktionen. Meist wurde er als „Exot“ vom Dienst oder als Deutscher besetzt und verkörperte Kellner, Polizisten, Offiziere, Schneider, kleine Angestellte oder, wie zuletzt in Blondinen bevorzugt an der Seite Marilyn Monroes und Jane Russells, einen Gerichtsdiener. Im Februar 1944 wurde Willenz in die USA eingebürgert.
Max Willenz hinterließ Schallplatten bei Gramophone (Wien 1910 und 1913), Vox (Berlin 1922–23), Homocord (Berlin 1923) und Odeon (Berlin 1923).

## Filmografie
- 1920: Die sieben Gesichter
- 1923: Graf Cohn
- 1925: Gretchen Schubert
- 1933: Die Tochter des Regiments
- 1940: Overture to Glory
- 1941: When Ladies Meet
- 1941/45: I Was a Criminal
- 1942: I Married an Angel
- 1942: Der große Wurf (The Pride of the Yankees)
- 1942: Three Hearts for Julia
- 1943: Two Señoritas From Chicago
- 1943: Tonight We Raid Calais
- 1943: The Heavenly Body
- 1943: Gefährliche Flitterwochen (Above Suspicion)
- 1943: The Cross of Lorraine
- 1944: In Our Time
- 1944: Pin Up Girl
- 1944: Mademoiselle Fifi
- 1945: Yolanda und der Dieb (Yolanda and the Thief)
- 1946: Centennial Summer
- 1946: Ich kann mein Herz nur einmal verschenken (Northwest Outpost)
- 1947: Leben wie ein Millionär (It Happened on Fifth Avenue)
- 1947: Pauline, laß das Küssen sein (The Perils of Pauline)
- 1947: Desire Me
- 1947: Brief einer Unbekannten (Letter from an Unknown Woman)
- 1948: The Saxon Charm
- 1948: Der Spieler (The Great Sinner)
- 1948: Die Tänzer vom Broadway (The Barkleys of Broadway)
- 1949: Panik um King Kong (Mighty Joe Young)
- 1949: Dancing in the Dark
- 1950: Mister 880
- 1951: Glory Alley
- 1952: Skandal um Patsy (Scandal at Scourie)
- 1952: Stalag 17
- 1953: Blondinen bevorzugt (Gentlemen Prefer Blondes)
- 1954: Symphonie des Herzens (Rhapsody)